# Scioglyptis violescens
Scioglyptis violescens är en fjärilsart som beskrevs av W. Warren 1898. Scioglyptis violescens ingår i släktet Scioglyptis och familjen mätare. Inga underarter finns listade.